# Lynn Anderson
Lynn Renee (Lynn) Anderson (Grand Forks, 26 september 1947 – Nashville, 30 juli 2015) was een Amerikaanse countryzangeres. Ze was het meest bekend door het nummer (I never promised you a) Rose Garden, waarmee ze in 1970 een Grammy Award won. Ze was een van de succesvolste Amerikaanse zangeressen van de jaren zeventig van de twintigste eeuw.

## Biografie
Anderson groeide op in Sacramento (Californië), samen met haar moeder, de in de VS bekende singer-songwriter Liz Anderson. De laatstgenoemde schreef nummers voor onder meer Merle Haggard. Lynn Anderson begon haar solocarrière in 1966 met het nummer In Person, gevolgd door het door haar moeder geschreven If I Kiss You (Will You Go Away). Toen bracht ze ook een aantal singles uit met geluidstechnicus Jerry Lane, waaronder We're different.
Anderson trouwde in 1968 met Glenn Sutton, een songwriter die later een plaatsje zou krijgen in de Nashville Songwriters Hall of Fame. Ze kregen samen een dochter, Lisa. Ze scheidden in 1977, Anderson hertrouwde het jaar erna. In haar tweede huwelijk kreeg Anderson nog twee kinderen, maar ze scheidde in 1982 ook van haar tweede echtgenoot.
Anderson was succesvol als zangeres, en ze was regelmatig op televisie te zien in de Lawrence Welk Show in de jaren 1967-1968. In 1969 sloot Anderson een contract met Columbia Records. Haar stijl neigde daarna iets meer richting popmuziek en iets minder richting country, getuige haar grootste hit "Rose Garden" begin jaren zeventig. Het door Joe South geschreven nummer won een Grammy Award, werd nummer één in de Country Charts in de VS, nummer drie in de reguliere Pop Charts en werd een hit in vijftien andere landen. Andere hits van Anderson in deze periode waren "How Can I Unlove You?", "You're My Man", "Listen to a Country Song", "Top of the World" (een cover van The Carpenters waarmee ze in augustus 1973 de tweede plaats bereikte op de hitlijst Billboard Hot Country Songs), "Cry", "Keep Me in Mind", "What a Man My Man Is" en "Smile for Me". In 1971 werd Anderson verkozen tot "Vrouwelijke Vocalist van het Jaar", door zowel de Academy Country of Music als de Country Music Association. In de jaren zeventig behaalde Anderson acht nummer 1-hits, achttien toptienhits en kreeg ze zeventien gouden platen. Ze bleef tot begin jaren tachtig een van de belangrijkste countryzangeressen. Haar laatste toptienhit dateert uit 1984 ("You're Welcome to Tonight"). Eind jaren tachtig en begin jaren negentig haalde Anderson nog regelmatig de kranten in verband met de echtscheiding van haar tweede man. De twee ruzieden vaak openlijk. Nadat ze wat tijd had doorgebracht op haar ranch met het opvoeden en trainen van paarden, ging ze in 1992 de studio weer in voor nieuwe plaatopnamen.
Haar in 2004 uitgebrachte Bluegrass Sessions werden een groot succes en leverden haar voor het eerst in dertig jaar weer een Grammy-nominatie op. In hetzelfde jaar werd Anderson gearresteerd wegens het rijden onder invloed, en werd er door de American Rose Society een roze-witte theeroos naar haar vernoemd.
Anderson bracht in 2006 een nieuwe cd uit (Cowgirl) met door haar moeder, Liz Anderson, geschreven nummers.
Anderson werd in 2012 opgenomen in America's Old Time Country Music Hall of Fame en groeide uit tot een van de belangrijkste country-zangeressen van Amerika.
In juni 2015 kwam de gospelalbum Bridges uit, in samenwerking met The Oak Ridge Boys en The Martins.
In juli 2015 maakte ze een reis naar Italië om haar album daar te promoten en voor een vakantie. Ze liep daar een longontsteking op en overleed enige weken later thuis aan een hartaanval.

## Discografie (selectie)
- Ride Ride Ride (1967)
- Promises, Promises (1968)
- Big Girls Don't Cry (1968)
- At Home with Lynn (1969)
- Uptown Country Girl (1970)
- Stay There til I Get There (1970)
- Rose Garden (1970)
- You're My Man (1971)
- How Can I Unlove You (1971)
- Cry (1972)
- Listen to a Country Song (1972)
- Smile for Me (1973)
- Top of the World (1973)
- What a Man My Man Is (1974)
- I've Never Loved Anyone More (1975)
- All the Kings Horses (1976)
- Wrap Your Love around Your Man (1977)
- From the Inside (1978)
- Outlaw is Just a State of Mind (1979)
- Even Cowgirls Get the Blues (1980)
- Back (1983)
- What She Does Best (1989)
- Cowboy's Sweetheart (1993)
- The Bluegrass Sessions (2004)
- Live from the Rose Garden (2005)

### NPO Radio 2 Top 2000
| Nummer met noteringen in de NPO Radio 2 Top 2000 | '99  | '00  | '01  | '02 | '03  |
| ------------------------------------------------ | ---- | ---- | ---- | --- | ---- |
| Rose Garden                                      | 1538 | 1838 | 1832 | 228 | 1974 |

1. ↑  Een vetgedrukt getal geeft de hoogste notering aan.
2. ↑  Deze tabel is bijgewerkt tot en met de laatste editie (2024).